# Lebensarbeitszeit
Die Lebensarbeitszeit ist die Summe der Zeiten, die eine Person während ihres Lebens für Erwerbsarbeit aufwendet, gemessen in Jahren. Als Beginn der Lebensarbeitszeit gilt in der Regel der Zeitpunkt, an dem die betreffende Person ihre erste Erwerbsarbeit aufnimmt; als ihr Ende wird der Zeitpunkt bestimmt, an dem die Person in den Ruhestand (bzw. Vorruhestand) tritt, an dem sie erwerbsunfähig wird bzw. aus anderen Gründen endgültig aus dem Erwerbsleben ausscheidet. Die durch die Differenz zwischen den beiden Zeitpunkten ermittelte Brutto-Lebensarbeitszeit wird durch Wehrdienst, Kriegsjahre, unbezahlte Ausbildung, Studium, Kindererziehung, Arbeitslosigkeit usw. verkürzt. Durch Subtraktion der entsprechenden Zeiten von der Brutto-Lebensarbeitszeit errechnet man die Netto-Lebensarbeitszeit.

## Relevanz der Länge der Lebensarbeitszeit
Die Länge der Lebensarbeitszeit eines „einzelnen“ Menschen wirkt sich auf die Höhe seines Lebenseinkommens und seiner Alterseinkünfte aus. Volkswirtschaftlich von Bedeutung ist die Relation zwischen der durchschnittlichen Netto-Lebensarbeitszeit und der durchschnittlichen Lebenserwartung in einem Land. Je geringer der Anteil der „Normalarbeitskräfte“ (d. h. der Vollzeiterwerbstätigen) an der Gesamtmenge aller Erwerbstätigen in einem Land ist, umso bedeutsamer ist für die Möglichkeit der Finanzierung von Transferleistungen auch die Länge der Jahresarbeitszeit in diesem Land. Ebenfalls von Bedeutung hierfür ist die Entwicklung der durchschnittlichen Arbeitsproduktivität in dem betreffenden Staat.

### Entwicklung des Humankapitals
Einer 2004 veröffentlichten Studie zufolge wird die Höhe des in Deutschland akkumulierten Humankapitals ab 2050 aus demografischen Gründen nicht mehr zunehmen, da dann nicht mehr genügend junge Menschen neues Humankapital bilden werden und der Wertverlust des vorhandenen Humankapitals durch dessen Veralterung nicht mehr wird kompensiert werden können. Ein Beispiel für diesen Wertverlust stellt der Rückgang der Marktnachfrage nach der Fähigkeit zum Stenographieren dar. Umso wichtiger ist es, den Ausschöpfungsgrad des noch vorhandenen Humankapitals zu erhöhen. Dies ist nur durch längere Arbeitszeiten möglich, und zwar besonders bei denjenigen Arbeitskräften, die über ein hohes individuelles Humankapital verfügen.
Der Ausschöpfungsgrad des Humankapitals eines Menschen wird nicht nur durch seinen späten Berufseintritt oder seinen frühen Renteneintritt reduziert, sondern auch durch Teilzeitarbeit, Erwerbslosigkeit oder freiwillige Nichterwerbstätigkeit im Alter zwischen 20 und 65 Jahren.

### Bedeutung der Lebensarbeitszeit im deutschen Renten- und Pensionsrecht
Die Lebensarbeitszeit ist ein wichtiger Faktor bei der Berechnung von Rentenanwartschaften. Fehlende Jahre der Erwerbstätigkeit wirken sich negativ auf die Höhe von Rentenanwartschaften aus, ebenso Jahre im Verlauf der Lebensarbeitszeit, in denen die betreffende Person in Teilzeitarbeit beschäftigt war. Bei der Berechnung von Anwartschaften auf eine gesetzliche Rente werden in Deutschland nur Zeiten berücksichtigt, in denen Beiträge an die Gesetzliche Rentenversicherung abgeführt wurden.
Im öffentlichen Dienst des Landes Nordrhein-Westfalen wirkt sich beispielsweise eine Reduzierung der Dienstzeit auf die Hälfte der Normalarbeitszeit über einen Zeitraum von sechs Jahren auf die Höhe der Beamtenpension so aus, als wäre der Teilzeitbedienstete drei Jahre weniger erwerbstätig gewesen. Ähnliche Berechnungsverfahren gibt es auch in anderen Bereichen des öffentlichen Dienstes in Deutschland.

## Entwicklung der Länge der Lebensarbeitszeit

### Deutschland
Im Jahr 2001 bilanzierte Peter Hartz: „Bei einer Lebenserwartung von 700.000 Stunden oder 80 Jahren und 40 Berufsjahren mit weniger als 1.500 Stunden Jahresarbeitszeit sinkt der Anteil der Erwerbsarbeit am Leben unter zehn Prozent.“ In Hartz’ Aussage zur Jahresarbeitszeit sind offensichtlich Teilzeitarbeitskräfte einbezogen. Berücksichtigt man diese, dann war der durchschnittliche Arbeitnehmer im Jahr 2000 an 1.470,8 Stunden im Jahr erwerbstätig (1970 betrug der entsprechende Zahlenwert für die Bundesrepublik Deutschland noch 1.966,4 Stunden). Wer allerdings nicht vollzeiterwerbstätig ist, also nicht als „Normalarbeitskraft“ gilt, der bekommt in aller Regel die Arbeitszeitverkürzung in Form verringerter Arbeitseinkünfte und reduzierter Rentenanwartschaften in Rechnung gestellt.
Die durchschnittliche Jahresarbeitszeit für Normalarbeitskräfte betrug in Deutschland 1.656,3 Stunden. An der Länge der durchschnittlichen Jahresarbeitszeit von „Normalarbeitskräften“ hat sich bis 2012 (1.655,5 Stunden) nichts Wesentliches geändert. Die Produktivität je Arbeitnehmer-Arbeitsstunde stieg zwischen 2000 und 2012 um ca. 14 Prozent.
Berücksichtigt man neben den Teilzeitarbeitskräften auch Nebenjobs, so hat sich die durchschnittliche Jahresarbeitszeit von abhängig Erwerbstätigen im Zeitraum zwischen 1991 und 2007 von 1.478,8 auf 1.353,5 Stunden verringert, und zwar vor allem dadurch, dass sich der Teilzeiteffekt von 155,4 auf 354,4 Stunden pro Jahr erhöht hat.
Wissensbasierte Produktion und Dienstleistungen fördern Steffen Lehndorff zufolge ein starkes Interesse der Unternehmen an langen Arbeitszeiten: Je mehr „geistige Anlagen“ ein Unternehmen besitze, desto stärker werde es – analog zu Maschinen – auf möglichst lange „Laufzeiten“ dieser Anlagen drängen, wobei angesichts sich kaum verändernder Jahresarbeitszeiten für Vollzeitkräfte und der tendenziellen Zunahme der Teilzeitbeschäftigung die Länge der Lebensarbeitszeit eine ausschlaggebende Bedeutung erhält. Als problematisch wird es daher angesehen, dass in Deutschland gerade Gutausgebildete erst sehr spät in den Beruf einsteigen und somit sehr spät an der produktiven Wertschöpfung der Volkswirtschaft teilnehmen. Hochschulabsolventen steigen nach einer Studie des IW aus dem Jahr 2006 erst mit 28 Jahren in den Beruf ein. In Zusammenhang mit früher Rente und teurem Ausbildungssystem hinkt Deutschland nach Expertenmeinung somit anderen Ländern in der produktiven Lebensarbeitszeit hinterher. Auch zur Vorverlegung des Berufseintrittsalters sollen Studiengänge an Hochschulen (im Rahmen des Bologna-Prozesses) gestrafft werden und Gymnasiasten bereits nach acht Schulbesuchsjahren das Abitur ablegen. Die Aussetzung der Wehrpflicht ermöglicht es jungen Männern, früher ins Berufsleben einzusteigen.
2010 sprach sich Raimund Becker, Vorstandsmitglied der Bundesagentur für Arbeit, dafür aus, alle Anreize zur Frühverrentung abzuschaffen. Dazu gehöre die Verlängerung der Laufzeit von Arbeitslosengeld genauso wie die Altersteilzeit. Es sei wichtig, die Menschen länger in den Betrieben zu halten. Dazu gehöre auch ein späteres Renteneintrittsalter. Die Europäische Kommission empfiehlt eine Verknüpfung des gesetzlichen Renteneintrittsalters in einem Mitgliedsstaat der EU mit der durchschnittlichen Lebenserwartung in diesem Land, ein Vorschlag, der zu einer stetigen automatischen Erhöhung des Renteneintrittsalters führen würde (vorausgesetzt, die Einwohner werden weiterhin durchschnittlich immer älter).

### Andere Industrieländer
Heute geht man davon aus, dass sich die Lebensarbeitszeit nach einer Verkürzung wieder verlängern wird. Das sei durch die Altersstruktur der Bevölkerung bedingt.